# Чуфарово (Сергачский район)
Чуфарово — село в Сергачском районе Нижегородской области на реке Пица. Входит в состав Лопатинского сельсовета. Село Чуфарово расположено в 15 км к югу от Сергача.

## История
Село основано в XVII веке. 
Чуфарово – село, которое, как говорят наши старожилы, стоит на «дарных лугах». Удивительно его месторасположение. Бескрайние поля, луга, высокие холмы с восточной стороны, протекает в селе небольшая речка Пица, правый приток Пьяны. Обширные пойменные, а в настоящее время заливные луга. 
История села Чуфарово берёт свое начало из далёких времен зарождения Российского государства. Первое упоминание о Чуфарове относится к XVI веку. Чуфарово — одно из владений боярского рода Чуфаровых, которыми они обладали весь XVII век. 
При Петре I Чуфаровы с Нижегородской земли куда-то вывелись. Эта фамилия исконно русская и происходит от диалектного глагола «чуфариться» — «важничать, чваниться, щеголять».
В селе есть Успенская церковь, основанная в 1790 году.

## Население
| 2002 | 2010 |
| ---- | ---- |
| 246  | ↘177 |

В 1859 году во владельческом селе Чуфарово, расположенном «по Симбирской торговой дороге, из г. Княгинина на г. Курмыш», при речке Пице, насчитывалось 90 дворов, 364 мужчины, 387 женщин.

В 1910 году в селе Чуфарово, бывш. Новосильцева Яновской волости Сергачского уезда насчитывалось 196 дворов.

По данным Всероссийской переписи населения 2002 года в селе Чуфарово Яновского сельсовета проживали 246 человек, преобладающая национальность — русские (98 %).

## Памятники и памятные места
- памятник архитектуры (региональный) Церковь Успения Пресвятой Богородицы (1790)[6].
- Усадьба А. П. Монасеиной с парком.